# オペレーションZ
『オペレーションZ』（オペレーションゼット）は、真山仁による日本の長編経済小説。『新潮45』（新潮社）2014年10月号から2017年3月号に連載、新潮社より2017年10月20日に刊行された。リーマン・ショック直後の東欧への取材をもとに、デフォルトという国家財政破綻の危機に瀕した日本で首相の密命により組織されたエリート財務官僚チーム「OZ（オペレーションZ）」が国家予算半減という実現困難な至上命令に挑むさまを描く。
『オペレーションZ 〜日本破滅、待ったなし〜』（オペレーションZ にほんはめつ まったなし）と題しWOWOW「連続ドラマW」にて草刈正雄主演でテレビドラマ化され、2020年に放送された。

## 登場人物
江島隆盛
内閣総理大臣。
国家破綻という最大の危機を回避するため、国家予算を半減させるというプロジェクトを提案する。
周防篤志
財務省官僚。
総理大臣の江島の密命により立ち上げられた「オペレーションZ」のメンバー。
中小路流美
財務省官僚で周防とは同期。
周防と同じ「オペレーションZ」のメンバー。

## 書誌情報
単行本
- オペレーションZ（2017年10月20日発売、新潮社、ISBN 978-4-10-323323-7）

文庫本
- オペレーションZ（2020年03月01日発売、新潮文庫、ISBN 978-4-10-139053-6）

## テレビドラマ
『オペレーションZ〜日本破滅、待ったなし〜』（オペレーションZ にほんはめつ まったなし）のタイトルにおいて、WOWOW「連続ドラマW」で2020年3月15日から4月19日まで全6回に渡って放送された。主演は草刈正雄。

### キャスト
主要人物
- 江島隆盛 - 草刈正雄
- 周防篤志 - 溝端淳平
- 中小路流美 - 高橋メアリージュン
- 宮城慧 - 宅間孝行
- 盛田正義 - 小林隆
- 根来勲 - 堀部圭亮
- 土岐吾郎 - 丸山智己
- 町田哲也 - 阪田マサノブ
- 友坂慶太 - 長谷川朝晴
- 橋上昭悟 - 手塚とおる
- 児玉進 - 小松利昌
- 松下茂樹 - 桜井聖
- 丸山英之 - 遠山俊也
- 小寺肇 - 田窪一世
- 和田良二 - 隈部洋平
- 橋上正吾 - 手塚とおる
- 桃地実 - 堀内正美
- 大熊嘉一 - 岩松了
- 梶野幸三 - きたろう
- 綾部望美 - 名取裕子（特別出演）

その他
- 周防由希子 - 三倉茉奈
- 大須純（「デフォルトピア」の主人公） - 鈴之助

ゲスト
- 加藤（学生）- 羽瀬川なぎ（第1話）
- 石田（学生）- 石内呂依（第1話）
- 斎藤克己（厚生労働省 医政局 課長補佐） - 川守田政人（第4 - 6話）
- 村野正（新総理大臣） - 中野剛（最終話）

### スタッフ
- 原作 - 真山仁 『オペレーションZ』（新潮社刊）
- 脚本 - 櫻井武晴
- 監督 - 村上正典、都築淳一
- プロデューサー - 高丸雅隆、加納隆治
- プロデュース - 羽鳥健一
- 音楽 - やまだ豊
- 制作協力 - 共同テレビ
- 製作著作 - WOWOW

### 放送日程
| 話数   | 放送日  |
| ------ | ------- |
| 第1話  | 3月15日 |
| 第2話  | 3月22日 |
| 第3話  | 3月29日 |
| 第4話  | 4月05日 |
| 第5話  | 4月12日 |
| 最終話 | 4月19日 |

| WOWOW 連続ドラマW 日曜オリジナルドラマ    | WOWOW 連続ドラマW 日曜オリジナルドラマ                               | WOWOW 連続ドラマW 日曜オリジナルドラマ                   |
| 前番組                                    | 番組名                                                               | 次番組                                                   |
| ----------------------------------------- | -------------------------------------------------------------------- | -------------------------------------------------------- |
| 頭取 野崎修平 （2020年1月19日 - 2月16日） | オペレーションZ 〜日本破滅、待ったなし〜 （2020年3月15日 - 4月19日） | 太陽は動かない -THE ECLIPSE- （2020年5月24日 - 6月28日） |